# Mezquital (Baja California)
Mezquital, es una localidad mexicana, del municipio de Mexicali, Baja California, enclavada en la delegación Hermosillo, en la parte Este del valle de Mexicali. Según el censo del 2010 realizado por el INEGI, la población en aquel momento ascendía a 1,000 habitantes Se ubica en las coordenadas 32°29′50.8″ de latitud norte y 114°53'24.2" de longitud oeste.
Está comunicada por la carretera estatal n.º 126, que conduce al oeste al poblado: Ejido Hermosillo y al norte, conecta con la carretera federal n.º 2, carretera en pésimas condiciones que no ha recibido ninguna clase de mantenimiento